# أوليفر شرودر
أوليفر شرودر (بالألمانية: Oliver Schröder)‏ (11 يونيو 1980 في ألمانيا - ) هو لاعب كرة قدم ألماني في مركز الوسط. لعب مع إرتسغيبيرغه آوه وفورتونا كولن ونادي بوخوم ونادي كولن ونادي هرتا برلين وهانزا روستوك ونادي كولن 2 ‏ وHertha BSC II ‏.

## وصلات خارجية
- أوليفر شرودر على موقع قاعدة بيانات كرة القدم.إي يو (الإنجليزية)
- أوليفر شرودر على موقع بيانات كرة القدم. دي إي (الألمانية)
- أوليفر شرودر على موقع عالم كرة القدم.نت (الإنجليزية)